# Tóth Miklós (író)
Tóth Miklós (Zsibó, 1904. április 10. – Budapest, 1975. november 13.) magyar író, újságíró, színpadi szerző, forgatókönyvíró.

## Életpályája
Erdélyben, Zsibón született 1904. április 10-én. Kolozsváron járta iskoláit, 1927-ben Budapestre költözött. Újságíróként kezdte pályáját. Első műve az 1930-as évek elején került színpadra, a híres Pódium Kabaré tűzte műsorára, néhány jelenetét, majd egyfelvonásosát. Első komolyabb sikere az Utcai tehetség. A darabot a Madách Színházban játszották. Később filmíróként, forgatókönyvíróként dolgozott. Legnagyobb filmsikere a Majális, mely 1941-ben készült. 1946-ban egy bukaresti színház számára írta a Trei la purtare (Magaviseletből hármas) című színművét. Írt tv-filmet is Dongó címmel, mely műfaját tekintve bűnügyi vígjáték. Az 1960-as és az 1970-es években az egyik legnépszerűbb hazai színpadi szerző volt, legtöbbet bemutatott darabja a Jegygyűrű a mellényzsebben, ebből az NDK-ban tv-játék is készült.

## Bemutatott színpadi művei
- Tábornokné – (1943.08.06. – Kolozsvári Nemzeti Színház)
- Párizsban szép a nyár...  – (1958.08.22. – Állatkerti Szabadtéri Színpad)
- Köztünk maradjon – (1958.10.11. – Fővárosi Operettszínház) (1960.09.07. – Pest Megyei Petőfi Színpad) (1965.10.01. – Szegedi Nemzeti Színház)
- Balatoni Romeo – (1959.07.18. – Állatkerti Szabadtéri Színpad)
- Füredi komédiások	– (1959.12.22. – Miskolci Nemzeti Színház) (1960.04.22. – Győri Kisfaludy Színház) (1960.11.18. – Szegedi Nemzeti Színház) (1961.03.17. – Egri Gárdonyi Géza Színház) (1962.05.18 – Békés Megyei Jókai Színház) (1963.03.22. – Pécsi Nemzeti Színház) (1969.10.03. – Kaposvári Csiky Gergely Színház)
- Nem olyan világot élünk – (1960.10.01. – Állami Déryné Színház) (1961.09.15. – Komáromi Jókai Színház)
- Valaki hazudik – (1961.10.19. – Vígszínház)
- Mézesmadzag – (1963.04.14. – Állami Déryné Színház)
- Jegygyűrű a mellényzsebben – (1964.02.02. – Állami Déryné Színház) (1964.04.23. – Egri Gárdonyi Géza Színház) (1964.11.01. – Miskolci Nemzeti Színház) (1964.12.4. – Szegedi Nemzeti Színház) (1965.03.12. – Szolnoki Szigligeti Színház) (1965.05.07. – Békés Megyei Jókai Színház) (1965.05.09. – (1970.02.01. Debreceni Csokonai Színház) (1973.04.16. – Állami Déryné Színház)
- A fejesek – (1966.11.05. – Állami Déryné Színház)
- Kutyaszorító	– (1968.09.12. – Állami Déryné Színház)
- Mesés parti – (1970.10.10. – Debreceni Csokonai Színház)
- Elcserélt vőlegény – (1971.05.10. – Szabadkai Népszínház)
- Kék fény – (1971.11.14. – Állami Déryné Színház)
- Üldöznek a nők – (1994.05.27. Vidám Színpad)

## Filmjei
Forgatókönyvíróként: 
- András (1941)
- Intéző úr (1942)
- Őrségváltás (1942)
- Szerető fia, Péter (1942)
- Majális (1943)
- Egy gép nem tért vissza (1944)